# Trevor Taylor (arbitre)
Trevor Taylor, né le 21 décembre 1974, est un arbitre de football de la Barbade, qui est international depuis 2008.

## Carrière
Il a officié dans des compétitions majeures : 
- Coupe caribéenne des nations 2008 (3 matchs)
- Championnat d'Amérique du Nord, centrale et Caraïbe de football des moins de 17 ans 2009 (1 match)
- Coupe caribéenne des nations 2010 (5 matchs)
- Championnat d'Amérique du Nord, centrale et Caraïbe de football des moins de 17 ans 2011
- Gold Cup 2011 (1 match)